# Посёлок санатория имени В. П. Чкалова
Посёлок санатория им. В. П. Чкалова — посёлок в Одинцовском районе Московской области. Входит в состав сельского поселения Никольское.

## География
Посёлок расположен на юго-западе района, в 10 километрах на юго-запад от Звенигорода, высота центра над уровнем моря 189 м.

## История
До 2006 года посёлок входил в состав Волковского сельского округа.

## Население
| 2002 | 2006 | 2010 |
| ---- | ---- | ---- |
| 133  | →133 | ↘20  |